# Mesolecanium baccharidis
Mesolecanium baccharidis  (лат.) — вид полужесткокрылых насекомых-кокцид рода Mesolecanium из семейства ложнощитовки (Coccidae).

## Распространение
Южная Америка, Бразилия (Rio Grande do Sul, Sao Paulo).

## Описание
Питаются соками сложноцветных растений таких как Baccharis dracunculifolia, род Бакхарис (Asteraceae). Вид был впервые описан в 1895 году американским энтомологом Теодором Коккереллем (Theodore Dru Alison Cockerell; 1866—1948) под первоначальным названием Lecanium baccharidis Cockerell, 1895.
Таксон Mesolecanium baccharidis включён в состав рода Mesolecanium (триба Coccini) вместе с таксонами M. argaformis, M. campomanesiae, M. ferum, M. inflatum, M. jaboticabae, M. lucidum, M. marmoratum, M. obscurum, M. planum, M. pseudosemen, M. rhizophorae, M. uvicola и другими.